# La terre nous est étroite et autres poèmes
La terre nous est étroite et autres poèmes est une anthologie de poèmes de Mahmoud Darwich parus de 1966 à 1999, publiée en 2000.
Ce recueil est considéré comme un jalon dans la littérature palestinienne, qui « met en évidence les enjeux de la création poétique dans les lettres arabes au seuil du XXIe siècle. ».
De ce recueil se dégagent principalement les thèmes de l'exil, et d'expression de la cause de la Palestine : « La poésie de Darwich donne forme à l’informe de la souffrance par un recours continu à des figures mystiques : il est le Christ agonisant dans l’oliveraie (p.15), il est Joseph jeté par ses frères dans le puits (p.225). Il existe bel et bien une corrélation entre Mahmoud Darwich et une cause nationale, un destin collectif. Mais immense est la solitude du poète, creusée par l’absence à soi ».
Les poèmes sont généralement en vers libre, plus rarement en prose poétique, le recueil reste « fidèle à cet esprit poétique du bayt, du vers qui est une maison même si le poète se libère des canons classiques. A ce propos, Darwich affirme que sa poésie est une « tente pour la nostalgie » (khayma lil-hanîn) ».
En 2016, ce recueil est proposé pour l'agrégation de lettres modernes 2017, en littérature comparée avec Fureur et Mystère de René Char et Complaintes gitanes de Federico García Lorca.